# Aldo Schiavone
Aldo Schiavone (Pomigliano d'Arco, 5 dicembre 1944) è uno storico e saggista italiano.

## Biografia

### Studi e carriera accademica
Si laurea in Giurisprudenza a Napoli nel 1966.
Dallo stesso anno, e fino al 1980, è assistente e poi professore incaricato nelle università di Napoli, di Bari e di Pisa.
Dal 1980 al 2005 è professore, prima straordinario e poi ordinario, di diritto romano nelle università di Bari e di Firenze.
Dal 2005 è stato professore della medesima materia presso l'Istituto Italiano di Scienze Umane (SUM) e poi, dal 2012, dopo la fusione dell'Istituto con la Scuola Normale Superiore, professore presso questa Scuola, fino al collocamento a riposo per limiti di età dal 2015.
Dallo stesso anno è Principal Investigator di un progetto di ricerca europeo (ERC Advanced Grant) su Scriptores iuris Romani. Texts and Thought, che si svolge presso l'Università degli Studi di Roma "La Sapienza".

### Incarichi, riconoscimenti e attività pubblicistica
- Dal 1980 al 1988 è Direttore della Fondazione Istituto Gramsci di Roma.
- Dal 1989 al 1994 è Presidente della Scuola Superiore di Studi Storici dell'Università di San Marino.
- Dal 1998 al 1999 è Direttore del Dipartimento di Teoria e Storia del Diritto dell'Università di Firenze.
- Dal 1999 al 2002 è Preside della Facoltà di Giurisprudenza dell'Università di Firenze.
- Dal 2002 al 2005 è Presidente del Consorzio Interuniversitario “Istituto Italiano di Scienze Umane”, da lui fondato.
- Dal 2006 al 2010 è Rettore dell'Istituto Italiano di Scienze Umane.
- Dal 2010 al 2012 è Presidente del Consiglio di Garanzia dell'Istituto Italiano di Scienze Umane e Presidente del Programma Dottorale Europeo, promosso dall'Istituto in collaborazione con l'École des Hautes Études en Sciences Sociales e dell'École Pratique des Hautes Études di Parigi, della Humboldt Universität di Berlino e della Central European University di Budapest.
- Dal 1998 ha la membership dell'Institute for Advanced Study (School for Historical Studies) di Princeton.
- Nel 1985, 1993, 1999, 2009 è Directeur de Recherche Invité presso l'École des Hautes Études en Sciences Sociales di Parigi.
- Nel 2008 è Professeur Invité al Collège de France.
- Nel 2005 riceve la medaglia d'oro ai benemeriti della scuola, della cultura, della scienza e dell'arte, conferitagli dal Presidente della Repubblica italiana Carlo Azeglio Ciampi[3].
- Dal 2007 è membro onorario dell'American Academy of Arts and Sciences.
- Nel 2009-2010 è membro del Conseil pour le Développement des Humanités et des Sciences Sociales promosso dal Ministro francese dell'Educazione Nazionale e della Ricerca Scientifica Valérie Pécresse.
- Nel 2010-2011 è membro del Consiglio Scientifico della Fondazione “Campus Condorcet” delle università parigine.
- Dal 1985 al 2011 ha collaborato come editorialista a “La Repubblica”.
- Dal 1988 al 1993 ha diretto, con Arnaldo Momigliano, fino alla morte di quest'ultimo, la “Storia di Roma” pubblicata da Einaudi in 7 volumi.
- Dal 2015 Principal Investigator di un progetto di ricerca ERC Advanced Grant che si svolge presso l'Università degli Studi di Roma "La Sapienza".

## Inchiesta giudiziaria e proscioglimento
È rimasto coinvolto in due procedimenti penali a suo carico, collegati all'attività di Rettore dell'Istituto italiano di scienze umane, in entrambi i quali è stato completamente assolto.
Il primo, per abuso d'ufficio e divulgazione di segreto d'ufficio (per alcune chiamate di professori al Sum), iniziato nel 2007, si è concluso il 15 novembre 2012 con sentenza di assoluzione piena, per insussistenza del fatto, emessa dalla prima sezione penale del Tribunale di Firenze, e non appellata dalla Procura della Repubblica.
Il secondo, per peculato e abuso d'ufficio (presunti viaggi e cene personali), iniziato nel 2009, aveva portato a una prima condanna nel 2016 a due anni e quattro mesi (con interdizione perpetua dai pubblici uffici e obbligo del versamento di una provvisionale immediatamente esecutiva di cinquemila euro) e si è concluso il 13 dicembre 2018. La Corte d’Appello di Firenze, su richiesta della Procura Generale, ha prosciolto il professor Aldo Schiavone da ogni accusa «perché il fatto non sussiste», come riportato da tre articoli sul Corriere della Sera del 15 dicembre 2018: il primo, a firma di Ernesto Galli della Loggia, ripercorre la vicenda sino al recente esito; il secondo, a firma di Ferruccio Pinotti, delinea il profilo del professor Schiavone e quello dell'Istituto italiano di scienze umane; il terzo, a firma di Elvira Serra, riassume ulteriormente i fatti e riporta alcune dichiarazioni di commento da parte del professor Schiavone. Gli avvenimenti sono stati documentati anche da: la Repubblica, cronaca di Firenze, 14 dicembre 2018, p.5; Corriere della Sera, 16 dicembre, p. 26.
Tutta l'inchiesta, condotta dal pm Giulio Monferini, si è quindi rivelata infondata. Essa era nata da una segnalazione su un presunto spreco di denaro pubblico per oltre tre milioni di euro, che si presumeva fossero stati spesi dall'imputato in missioni e soggiorni in Italia e all'estero (in Turchia, Francia, Stati Uniti) con amici, mogli e parenti; era stato anche ipotizzato il noleggio di una limousine a Los Angeles per un convegno mai avvenuto, oltre a cene a Firenze alla Cantinetta Antinori e alla Trattoria Da Lino, a Venezia all'Harry's bar e a Capri: tutti eventi che sarebbero stati fatti passare per appuntamenti di lavoro. Erano state presunte, inoltre, richieste di rimborso di spese non aventi alcuna attinenza con le attività dell'Istituto di Scienze Umane, come l'acquisto di romanzi gialli, guide turistiche e bouquet di fiori. Era stato poi affermato che dalle indagini fosse emersa l'assunzione di amici e parenti in piena violazione della normativa sul reclutamento di dipendenti negli uffici pubblici.
Risulta però tuttora in corso un procedimento innanzi alla Corte dei Conti per presunti danni erariali; in primo grado, nel dicembre 2016, vi è stata una condanna al pagamento di circa 50.000 euro. Il giudizio d'appello si sta ancora svolgendo.

## Opere
- Studi sulle logiche dei giuristi romani, Napoli, Jovene, 1971.
- Nascita della giurisprudenza, Bari, Laterza, 1976.
- Storiografia e critica del diritto, Bari, De Donato, 1980; trad. spagnola: Madrid, Editoriales Reunidas, 1981.
- Alle origini del diritto borghese. Hegel contro Savigny, Roma-Bari, Laterza, 1984; trad. spagnola: Madrid, Editoriales Reunidas, 1986.
- Giuristi e nobili nella Roma repubblicana, Roma-Bari, Laterza, 1987.
- Ai confini della storia, con Jean Pierre Vernant, Torino, Einaudi, 1993.
- Linee di storia del pensiero giuridico romano, Torino, Giappichelli, 1994.
- La storia spezzata. Roma antica e Occidente moderno, Collana Quadrante n.82, Roma-Bari, Laterza, 1996-1999; Collana Economica, Laterza, 2002; nuova ed. riveduta, Torino, Einaudi, 2020, ISBN 978-88-062-4529-0. [trad. americana, Cambridge Mass., Harvard University Press, 2000, rist. 2002; trad. francese Parigi, Belin, 2003, rist. 2003; trad. brasiliana São Paulo, São Paulo University Press, 2005]
- Italiani senza Italia, Torino, Einaudi, 1998.
- I conti del comunismo, Torino, Einaudi, 1999.
- Ius. L'invenzione del diritto in Occidente, Torino, Einaudi, 2005; II ed. rivista, Einaudi, 2017. [Traduzione francese, Parigi, Belin, 2008; rist. 2011. Trad. americana Cambridge Mass, Harvard University Press, 2012; trad. spagnola Buenos Aires, Adriana Hidalgo Editora, 2009]
- Storia e destino, Torino, Einaudi, 2007. [trad. francese: Parigi, Belin, 2009; trad. spagnola: Buenos Aires - Madrid 2014]
- L'Italia contesa. Sfide politiche ed egemonia culturale, Roma-Bari, Laterza, 2009; rist., 2010.
- Pensare l'Italia, con Ernesto Galli della Loggia, Torino, Einaudi, 2011, ISBN 978-88-06-20579-9.
- Spartaco. Le armi e l'uomo, Torino, Einaudi, 2011; rist., 2016, ISBN 978-88-06-19667-7. [trad. americana: Cambridge Mass., Harvard University Press, 2012; trad. francese: Paris 2014; trad. araba: Abu Dhabi 2018]
- Non ti delego. Perché gli Italiani non credono più nella loro politica, Milano, Rizzoli, 2013.
- Ponzio Pilato. Un enigma tra storia e memoria, Einaudi, Torino, 2016; rist., 2017. [trad. francese: Paris, Fayard, 2016; trad. americana: Norton. New York-London 2017; trad. spagnola: Madrid 2019]
- Quintus Mucius Scaevola. Opera, con J.L. Ferrary ed E. Stolfi, Roma, l'Erma di Bretschneider, 2018.
- Eguaglianza. Una nuova visione sul filo della storia, Collana Passaggi, Torino, Einaudi, 2019, ISBN 978-88-062-3453-9.
- Progresso, Collana Voci, Bologna, Il Mulino, 2020, ISBN 978-88-15-28641-3.
- L'Occidente e la nascita di una civiltà planetaria, Collana Faustiana. Il destino dell'Occidente, Bologna, Il Mulino, 2022, ISBN 978-88-152-9833-1.
- Sinistra! Un manifesto, Collana Vele n.206, Torino, Einaudi, 2023, ISBN 978-88-06-26024-8.
- Cleopatra. Una donna, Collana Storia, Torino, Einaudi, 2023, ISBN 978-88-062-3454-6.

### Curatele
- Analisi marxista e società antiche, curatela con L. Capogrossi Colognesi e Andrea Giardina, Roma, Editori Riuniti, 1974.
- Società romana e produzione schiavistica, curatela con A. Giardina, 3 voll., Roma-Bari, Laterza, 1981.
- Storia di Roma, 7 voll., Collana Grandi Opere, Torino, Einaudi, 1988-1993.
- Stato e cultura giuridica in Italia dall'Unità alla Repubblica, Roma-Bari, Laterza, 1990.
- Storia di Roma, editio minor, curatela con A. Giardina, Torino, Einaudi 1999.
- Diritto privato romano. Un profilo storico, Torino, Einaudi 2003; II ed., 2010.
- Storia del diritto romano e linee di diritto privato, Torino, Giappichelli 2005, II ed., 2011.
- Testi e problemi del giusnaturalismo romano, curatela con Dario Giuseppe Mantovani, Pavia, Pavia University Press, 2007.
- Storia giuridica di Roma, Torino, Giappichelli, 2016.
- Giuristi romani e storiografia moderna, Torino, Giappichelli, 2017.